# Les Taureaux de Bordeaux
Les Taureaux de Bordeaux est une série de quatre lithographies exécutées  par le peintre Francisco de Goya entre 1824 et 1825, alors qu'il s'était réfugié en France.

## Contexte
Dans ses dernières œuvres, Goya revient à la corrida, sujet qu'il avait abandonné pour Les Caprices et qu'il reprend, non pas tout de suite en arrivant à Bordeaux, mais à Paris, avec deux huiles sur toiles : Portraits des Ferrer (les Ferrer était une famille espagnole vivant à Paris) et  Course de taureaux, en 1824.
Goya avait obtenu un congé le 2 mai 1824 au prétexte d'aller prendre les eaux à Plombières-les-Bains où il n'alla pas. Il se rendit directement à Bordeaux puis à Paris.
Selon l'historien d'art espagnol Enrique Lafuente Ferrari (1898–1985) : « Cette série de lithographies est une des œuvres les plus représentatives de Goya expressionniste, où la déformation et le sarcasme, la complaisance dans la représentation d'une brutalité collective, produisent une grande et étrange innovation dans l'art du maître »

## Description
Les quatre lithographies sont une brève tauromachie, mais elles sont très importantes car elles marquent une étape ambitieuse dans le style, la technique et la composition : le public y joue un rôle beaucoup plus important que dans La Tauromaquia.
La première œuvre : Suerte de vara (tercio de pique), intitulée en espagnol Toro Bravo, présente un groupe composé d'un picador, d'un taureau qui n'a subi qu'une pique et d'un cheval éventré. Le public regroupé derrière le picador excite le taureau. On observe un autre cheval mort sur la droite. Tout n'est que violence dans cette représentation dont les noirs profonds augmentent la tension.
La deuxième intitulée Le célèbre américain Mariano Ceballos montre un cavalier indo-américain chevauchant un taureau et s'apprêtant à pratiquer une pique sur un autre. L'exploit présenté ici est très proche des rodéos américain actuels.
Cette planche est considérée, selon les historiens soit comme la deuxième, soit comme la dernière de la série. Alvarez-Novillo y voit, dans la foule qui déborde des barrières et dans le pittoresque de l'image, une manière d'occulter la censure et la désillusion du peintre vis-à-vis du peuple espagnol qui avait répudié le libéralisme sous le règne de Ferdinand VII.
La troisième intitulée : le divertissement espagnol fait une large place aux taureaux qui occupent le centre de l'arène. Il montre le peuple espagnol jouant avec les taureaux sans aucune règle précise comme dans une capea. Chacun s'étant précipité  pour affronter l'animal, il y a déjà un homme à terre au centre de l'arène, et deux au premier plan où un groupe essaie de détourner l'attention de l'animal avec une cape. Cette planche vient rappeler le mépris du peuple espagnol pour la mort et son goût pour la fête.
L'Arène divisée est un sujet qui sera repris dans une toile de Eugenio Lucas Velázquez réalisée en 1853, et que l'on attribuera à Goya. En réalité, les deux peintres ont traité de même sujet de manière différente. La lithographie de Goya est beaucoup plus violente et noire que celle de Lucas. Au premier plan un matador au visage patibulaire tue un taureau, de l'autre côté un homme s'apprête à poser les banderilles, avec, près des barrières, un cheval mort. Goya exécute deux versions de ce thème : une huile sur toile et une lithographie qui inverse le sujet.

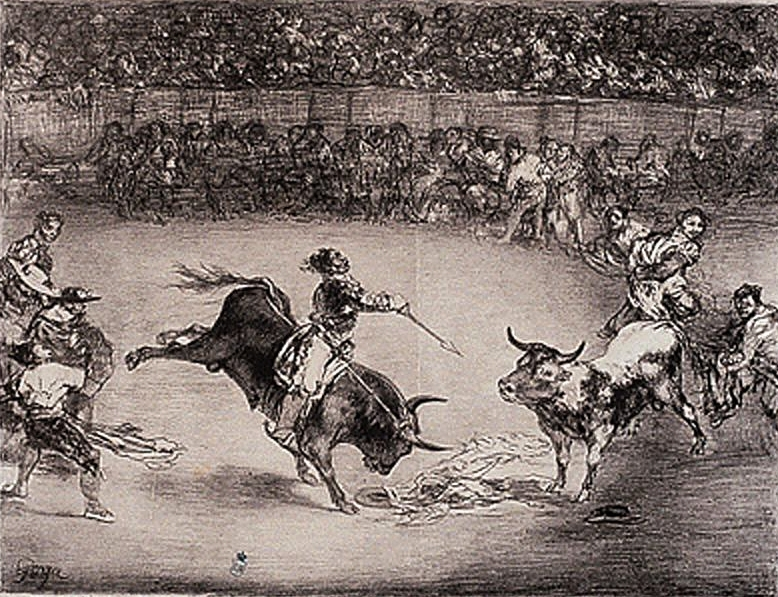
Goya : Le célèbre américain Mariano Ceballos
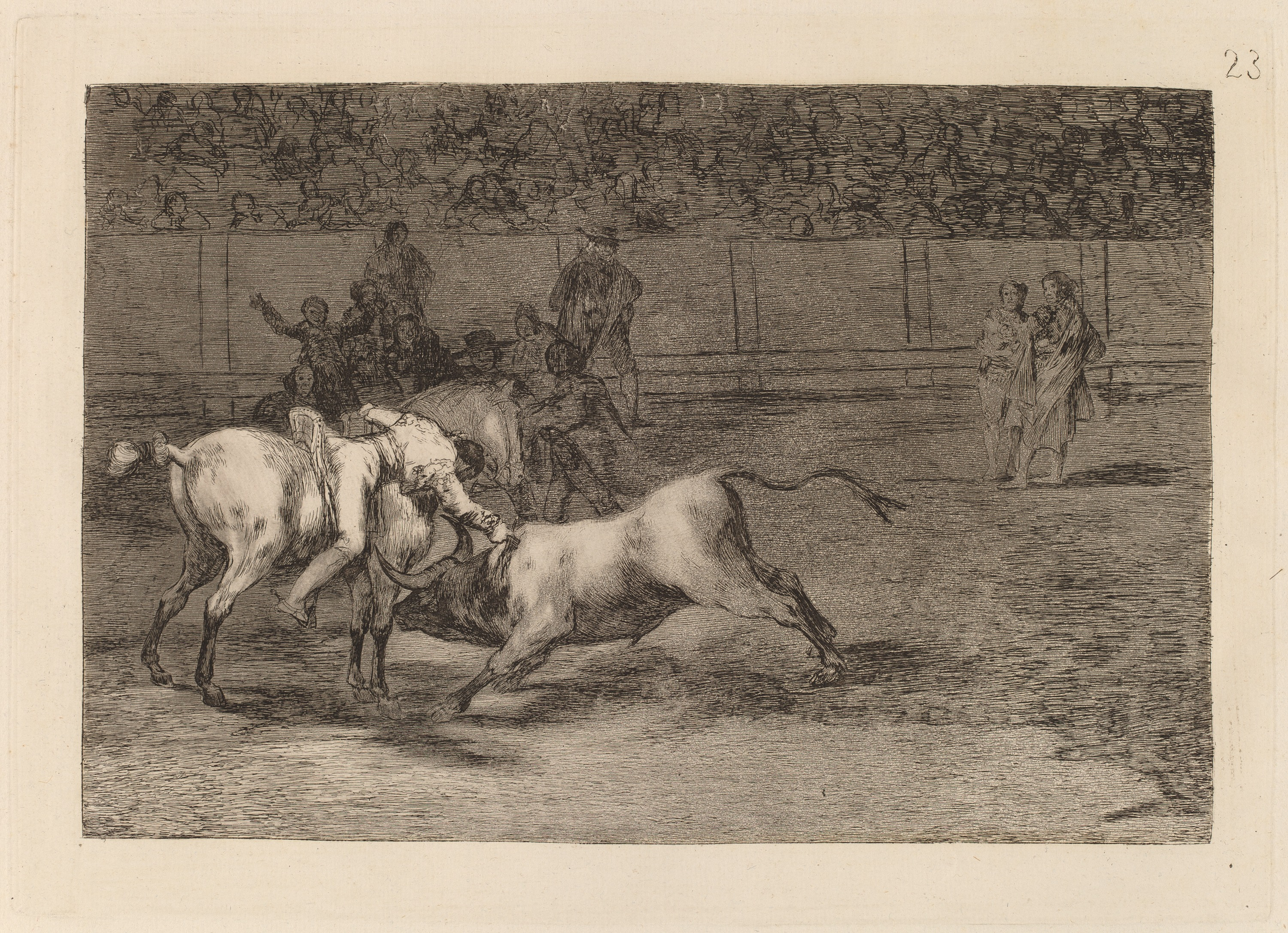
Le matador El Indio tue le taureau du haut de son cheval
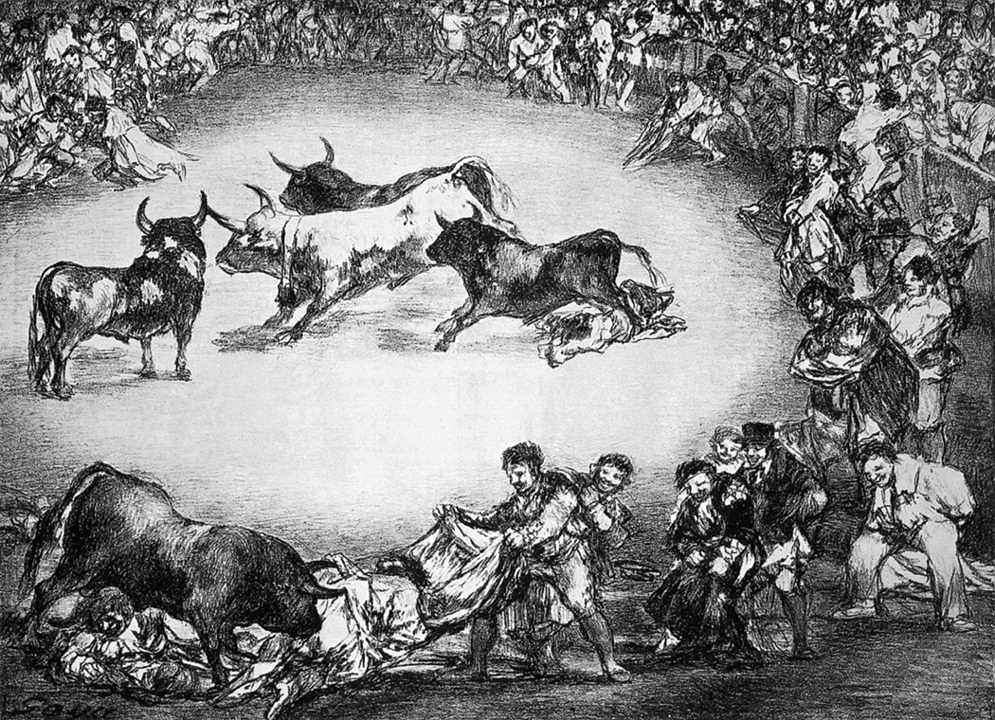
Goya : Divertissement espagnol
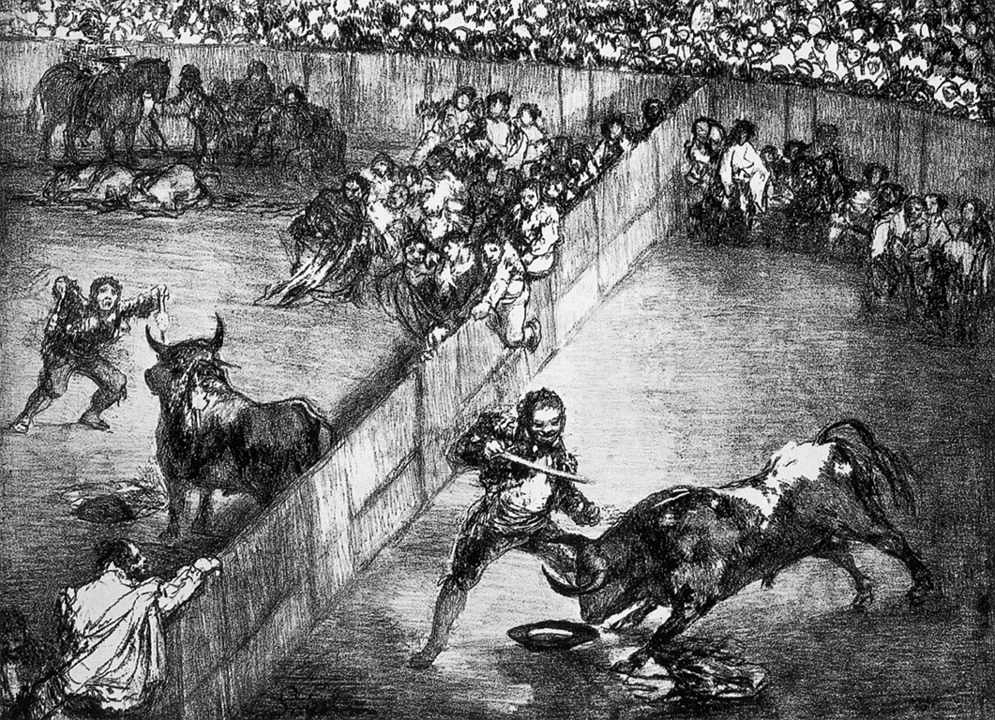
Goya : L'Arène divisée.